# Marcel Slawick
Marcel Slawick (13. února 1877 – 19. srpna 1976) byl francouzský fotbalový rozhodčí během 20. let 20. století.
Slawick dvakrát rozhodoval finále Francouzského poháru (v letech 1921 a 1925), ale možná nejvíce je známý jako rozhodčí ve finále olympijského fotbalu v roce 1924 mezi Švýcarskem a pozdějším vítězem Uruguayí. Jeho výběr do finále vznikl proto, že Uruguayci zpochybnili výběr nizozemského rozhodčího Johannese Mutterse po emotivním a vypjatém semifinálovém vítězství nad Nizozemci. V důsledku toho bylo Slawickovo jméno vytaženo z klobouku.
Slawick rozhodoval čtyři zápasy na olympijských hrách v letech 1924 a 1928.